# Serendibula
Serendibula  (лат.) — род ос-блестянок из подсемейства Amiseginae. 6 видов.

## Распространение
Южная Азия.

## Описание
Мелкие осы-блестянки. Голова без затылочного киля, щёчные бороздки отсутствуют. Пронотум самок примерно равен комбинированной длине скутума, скутеллюма и метанотума (метанотум немного длиннее скутеллюма), а у самцов пронотум равен длине скутума. Проподеум округлый. Мезоплеврон без бороздок. Самцы крылатые, а самки бескрылые. Коготки лапок зубчатые. Паразитоиды.

## Систематика
6 видов.
- Serendibula deraniyagalai Krombein, 1980 — Шри-Ланка[3]
- Serendibula gracilis Krombein, 1983 — Шри-Ланка
- Serendibula insolita Krombein, 1983 — Шри-Ланка
- Serendibula karunaratnei Krombein, 1983 — Шри-Ланка
- Serendibula kasyapai Krombein, 1983 — Шри-Ланка
- Serendibula paradoxa Krombein, 1983 — Шри-Ланка